# Sertolicell

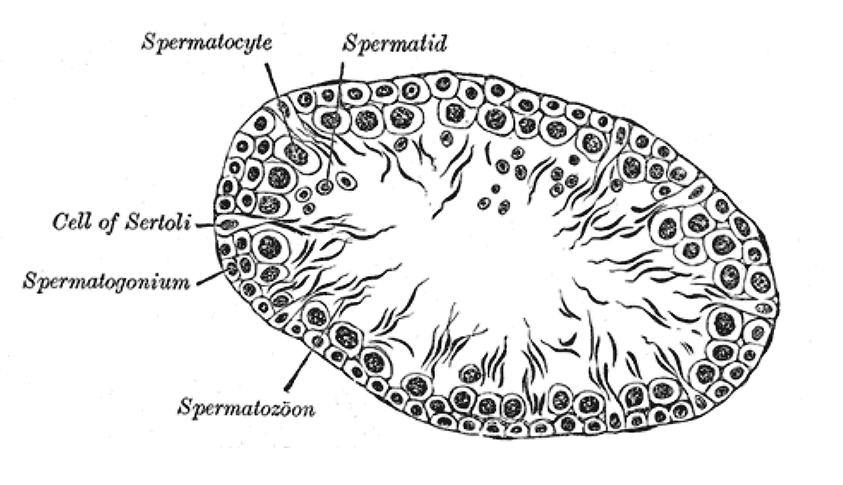
Tvärsnitt av tubuli seminiferi från en råtta.

Sertoliceller är en form av cell i testikelns vävnad som bland annat ger stöd åt spermatogoner och deriverade celler i spermatogenesen. De aktiveras av follikelstimulerande hormon, FSH, när nivåerna av detta stiger under puberteten och bidrar till att då sätta igång spermatogenesen, bildandet av spermier.
Mellan sertolicellerna finns täta fogar, en form av cellinteraktionsproteiner som gör att sertolicellerna kan upprätthålla blod-testisbarriären. Denna behövs eftersom spermatogonerna annars hade riskerat angripas av immunförsvaret som känner igen dessa som främmande celler bland annat på grund av dess haploida genom.

## Endokrina funktioner
Sertolicellerna har flera endokrina funktioner och utsöndrar bland annat:
- Anti-Mülleriskt hormon (AMH) - Utsöndras under tidiga fosterstadien.
- Inhibin och aktivin - Börjar utöndras under pubertet och styr FSH-utsöndringn
- Androgenbindande protein - Binder upp testosteron och ökar därmed testosteronkoncentrationen i tubuli seminiferi, vilket styr spermatogenesen.
- Östradiol - Aromatas från sertolicellerna omvandlar testosteron till 17-beta-östradiolvilket styr spermatogenesen.
- Glial cell line-derived neurotrophic factor (GDNF) - Leder till dedifferentiering av spermatogoner, vilket behövs för återbildandet av stamceller under perinatala perioden.